# Шоберова, Ольга
Ольга Шоберова (Олинка Берова) (род. 15 марта 1943[…], Прага) — чехословацкая и итальянская актриса.

## Биография
Родилась 15 марта 1943 года в Праге, протекторат Богемия и Моравия (ныне Чехия).
В кино — с 1963 года, дебютировала в комедии «Было нас десять».
Исполнила яркие роли в комедийных фильмах-пародиях известных чешских режиссёров Олдржиха Липского («Лимонадный Джо», 1964, «Адела ещё не ужинала», 1977) и Вацлава Ворличка («Кто хочет убить Джесси», 1966, «Пан, вы вдова», 1970).
Снималась в США, ФРГ, Франции. В 1968—1972 годах снималась в Италии под псевдонимом Олинка Берова.
Также снималась для журнала «Playboy».
Живёт в Лос-Анджелесе, США.

### Личная жизнь
- С 1967 по 1969 годы была замужем за Брэдом Харрисом[4] (англ. Brad Harris), в 1969 году у них родилась дочь Сабрина Келли.
- С 1972 по 1992 годы была замужем за Джоном Калли[5] (англ. John Calley).

## Фильмография
- 1963 — Было нас десять (Чехословакия) — Даса
- 1963 — Икар-1 (ЧССР) — член экипажа
- 1964 — Хроника шута (ЧССР) — прачка
- 1964 — Лимонадный Джо (ЧССР) — Виннифред Гудман
- 1965 — Die schwarzen Adler von Santa Fe (Италия, Франция, ФРГ) — Лана Миллер
- 1965 — Graf Bobby, der Schrecken des wilden Westens (Австрия, Югославия) — Милли Миллер
- 1966 — Кто хочет убить Джесси? (ЧССР) — Джесси
- 1966 — Барышни придут позже (ЧССР) — Саса Леблова
- 1967 — 25-й час (Италия, Франция, Югославия) — Роза
- 1968 — Ее возмездие (Англия) — Кароль / Айша
- 1968 — «Лукреция Борджиа, возлюбленная дьявола»[итал.] (Италия-Австрия) — Лукреция Борджиа
- 1969 — «Горячие ночи Поппеи[англ.]» (Италия) — Поппея.
- 1970 — Эзоп (ЧССР)
- 1970 — Пан, вы вдова (ЧССР) — Молли Адамцова
- 1977 — Адела ещё не ужинала (ЧССР) — Карин
- 1983 — Гибель Аполлонии (Чехословакия — Болгария) — Клара